# Qalagah
Qalagah (ryska: Калагях) är en ort i Azerbajdzjan.   Den ligger i distriktet İsmayıllı Rayonu, i den centrala delen av landet, 170 km väster om huvudstaden Baku. Qalagah ligger 643 meter över havet och antalet invånare är 991.
Terrängen runt Qalagah är huvudsakligen kuperad, men åt nordost är den platt. Närmaste större samhälle är Geoktschai, 17,8 km väster om Qalagah. 
Trakten runt Qalagah består till största delen av jordbruksmark. Runt Qalagah är det ganska tätbefolkat, med 124 invånare per kvadratkilometer.